# Disang
Disang és un riu de Nagaland i Assam. Neix a Nagaland i corre en direcció nord-oest fins a desaiguar al Brahmaputra a uns 15 km al nord de Sibsagar. La seva longitud total és de 225 km.
Els seus afluents principals són per la dreta el Dimau i el Diroi i per l'esquerra el Taokak i Safrai. Pot ser navegats per bots de fins a quatre tones que al temps de pluja poden arribar fins a Dillighat i a l'època seca fins a Mohmaraghat.